# Ahlin
Ahlin je priimek v Sloveniji, ki ga je po podatkih Statističnega urada Republike Slovenije na dan 1. januarja 2010 uporabljo 286 oseb in je med vsemi priimki po pogostosti uporabe uvrščen na 1.392. mesto.

## Znani nosilci priimka
- Alojz Ahlin (1926—2011), generalmajor
- Ciril Ahlin (1920—1995), pravnik, prevajalec iz nemščine, pesnik
- Cvetka Ahlin (1927—1985), mezzosopranistka
- Damián (Damjan) Ahlin, pesnik in prevajalec v Argentini, predsednik SKA
- France Ahlin (1905—1977), matematik in fizik, šolnik
- Manca Ahlin, arhitektka , oblikovalka, ustvarjalka v čipki
- Martin Ahlin (1948—2020), jezikoslovec slovenist, leksikograf
- Mira (Dragomira) Ahlin, psihiatrinja, publicistka
- Nives Ahlin (*1991), rokometašica
- Pegi Ahlin Grabnar (*1971), farmacevtka
- Sara Ahlin Doljak (*1974), pravica, predavateljica, odvetnica
- Tatjana Ahlin (*1957), odvetnica
- Tanja Ahlin (*1983), prevajalka

## Tuji nosilci priimka (Švedi)
- Lars Ahlin (1915—1997), švedski pisatelj
- Gunnel Ahlin (1918—2007), švedska pisateljica
- Per Åhlin, švedski filmski režiser
- Urban Ahlin (*1964), švedski politik